# Barra da Tijuca
Barra da Tijuca is een woonwijk in het westen van de Braziliaanse stad Rio de Janeiro. Er is een 18 km lang strand en drie grote meren. Er zijn drie grote lanen in Barra: Avenida das Américas (verbindt de wijk met het zuiden van de stad), Avenida Ayrton Senna (verbindt de wijk met Jacarepaguá en is genoemd naar de Formule 1-piloot) en Avenida Sernambetiba (die langs het strand loopt).
De naam Barra da Tijuca is een samenstelling van Barra en Tijuca en het voorzetsel da. Barra betekent haven, toegang, zandbank. Tijuca is een woord afkomstig uit de Tupi-taal en betekent vervuild water, modder, moeras, poel, kleiput. Het voorzetsel da betekent van. Dus de naam Barra da Tijuca kan vertaald worden als 'Moeras Zandbank'. Hoewel in de wijk slechts 4,7% van de totale bevolking van Rio woont staan zij wel in voor 30% van de belastingen die betaald worden.

## Verkeer en vervoer

### Metro
| Station                                           | Lijn |
| ------------------------------------------------- | ---- |
| Station Estação Jardim Oceânico / Barra da Tijuca |      |